# Xenolytus transversus
Xenolytus transversus là một loài tò vò trong họ Ichneumonidae.